# جون باول غيتي جونيور
جون باول غيتي جونيور (بالإنجليزية: John Paul Getty Jr.) هو جامع الكتب ‏ بريطاني وأمريكي، ولد في 7 سبتمبر 1932 في لوس أنجلوس في الولايات المتحدة، وتوفي في 17 أبريل 2003 في لندن في المملكة المتحدة بسبب مرض.

## وصلات خارجية
- جون باول غيتي جونيور على موقع IMDb (الإنجليزية)
- جون باول غيتي جونيور على موقع إن إن دي بي (الإنجليزية)